# Найведья
Найведья (санскр. नैवेध्य,  naivedya IAST) - санскритський термін, яким в індуїзме називають їжу, пропоновану мурті в  храмі або на домашньому  вівтарі в ході обряду  пуджи.  Найведья є одним з 16-ти обов'язкових елементів пуджи. Підношення зазвичай включає п'ять видів їжі - для проковтування, розжовування, злизування, смоктання і пиття. У різних форм Бога і дев існують особисті пристрасті щодо тих чи інших видів страв. Після здійснення обряду пропозиції найведья називається прасадом.
В вайшнавізме найведья, після того як вона була запропонована Вішну,  Кришне або іншій формі Бога і стала прасадом, з'їдається тими, хто її запропонував, або лунає іншим людям - наприклад, в індуїзмі широко практикується звичай роздавати прасад садху, санньяси і просто  брахманам. За особливими календарних дат або у зв'язку із сімейними подіями пропонується маханайведья - особлива святкова їжа.
Хоча в основному терміни «прасад» і «найведья» використовуються по відношенню до їжі, вони мають також і більш широке значення - найведья означає просто пропозиція чогось божеству. Це може бути що завгодно - обіцянка, бажання зробити щось для задоволення божества або утриматися від вчинення будь-якої дії.